# Chicano (chanson)
Pour l'identité culturelle, voir Chicanos.
Singles de Mireille Mathieu
Tage wie aus Glas
(1980) Du mußt mir gar nichts von Liebe sagen
(1981)
Chicano est une chanson interprétée en langue allemande par la chanteuse française Mireille Mathieu et sortie en Allemagne en 1980 chez Ariola.

## Reprises
La chanson Chicano est la version allemande de la chanson On l'appelait Chicano, publiée la même année et interprétée aussi par la chanteuse Mireille Mathieu.
Pearlydumm connaîtra également sa version en français par la chanteuse et deviendra ainsi Jusqu'à Pearlydamm. Mais cette chanson est à la base une reprise d'un titre du groupe néerlandais BZN datant de 1979.

## Principaux supports discographiques
La chanson se retrouve pour la première fois sur le 45 tours du même nom paru en 1980 en Allemagne avec cette chanson en face A et la chanson Wenn zwei sich lieben. Elle se retrouvera également sur l'album allemand de la chanteuse datant de 1980 Gefühle mais aussi sur quelques compilations CD comme celle sortie en 1998, Das Beste aus den Jahren 1977-87.